# 小牙鋸翼脂鯉
小牙鋸翼脂鯉，為輻鰭魚綱脂鯉目脂鯉亞目脂鯉科的其中一個種。分布於南美洲巴拉圭河流域，體長可達4.2公分，棲息在底中層水域，生活習性不明。